# Volby do Evropského parlamentu v Česku 2029
Volby do Evropského parlamentu v roce 2029 by se v Česku měly konat v roce 2029 v rámci celoevropských voleb do Evropského parlamentu.
Nově zvolený Evropský parlament by měl být složen ze 720 poslanců, Česká republika v něm bude mít zřejmě 21 zástupců.[zdroj⁠?!]

## Předchozí volby a průběh volebního období 2024–2029
Předchozí volby do Evropského parlamentu se v České republice konaly ve dnech 7. a 8. června 2024. Volební účast dosáhla 36,45 %.